# Koweït aux Jeux olympiques d'été de 2004
La délégation du Koweït aux Jeux olympiques d'été de 2004 à Athènes compte onze athlètes (dix hommes et une femme). Ils concourent dans trois sports. Il s'agit de la 10e participation du Koweït à des Jeux d'été. La délégation ne remporte pas de médailles lors de cette édition.

## Athlètes engagés
- Athlétisme : Danah Al-Nasrallah (seule femme, 100 m), Mohamed Al-Azemi (800 m), Fawzi Al-Shammari (400 m), Ali Al-Zinkawi (lancer du marteau), Bashar Omar (3000 m steeple)
- Judo : Majid Sultan (plus de 100 kg)
- Tir : Fehaid Al-Deehani (double trap), Naser Al-Meqlad (Fosse Olympique), Khaled Al-Mudhaf (Fosse Olympique), Mashfi Al-Mutairi (double trap), Abdullah Al-Rashidi (Skeet Olympique),